# Herders Bibliothek der Philosophie des Mittelalters
Die Buchreihe Herders Bibliothek der Philosophie des Mittelalters (HBPhMA) erscheint im Verlag Herder und erschließt philosophische Primärtexte des Mittelalters aus der Zeitspanne vom 7. Jahrhundert bis 1400 mit sehr bekannten Autoren wie Thomas von Aquin und Wilhelm von Ockham, aber auch bislang weniger bekannten Autoren wie Hillel von Verona, al-Farabi und Ralph von Battle. Besonderes Merkmal der Reihe ist die zweisprachige Präsentation der Originaltexte von lateinischen, arabischen und jüdischen Autoren mit deutscher Erstübersetzung.

## Geschichte
Im Jahr 2005 startete „Herders Bibliothek der Philosophie des Mittelalters“ in Verbindung mit dem von der DFG geförderten Sonderforschungsbereich 435 „Wissenskultur und gesellschaftlicher Wandel“ an der Goethe-Universität Frankfurt unter der Herausgeberschaft von Alexander Fidora (Universitat Autònoma de Barcelona), Matthias Lutz-Bachmann (Goethe-Universität Frankfurt) und Andreas Niederberger (Universität Duisburg-Essen). In der 1. Serie erschienen 21 Bände und in der 2. Serie 16 Bände. Im Jahr 2017 startete die 3. Serie unter Mitwirkung von Isabelle Mandrella (Ludwig-Maximilians-Universität München) als weitere Herausgeberin mit 25 Bänden.

## Profil der Reihe
Die Reihe ist gekennzeichnet durch Originaltexte in lateinischer, arabischer und hebräischer Sprache mit einer deutschen Übersetzung sowie einer ausführlichen Einführung in das Thema und einer Kommentierung durch den Übersetzer. Die Übersetzer sind Wissenschaftler, die sich intensiv mit den jeweiligen Autoren beschäftigt haben.

## Autoren und Werke der Reihe
Erste Serie:  21 Bände
1. Gilbert Crispin, Religionsgespräche mit einem Juden und einem Heiden
2. Ibn Sab’in, Die Sizilianischen Fragen
3. Thomas von Aquin, Kommentar zum Trinitätstraktat des Boethius (2 Bände)
4. Johannes Duns Scotus, Pariser Vorlesungen über Wissen und Kontingenz
5. Yusuf al-Basir, Das Buch der Unterscheidung
6. John Blund, Traktat über die Seele
7. Thomas von Aquin, Über das Seiende und das Wesen
8. Petrus Johannis Olivi, Über die menschliche Freiheit
9. al-Farabi, Über die Wissenschaften
10. Albert der Große, Über die Natur und den Ursprung der Seele
11. Dominicus Gundissalinus, Über die Einteilung der Philosophie
12. Siger von Brabant, Über die Lehre vom Intellekt nach Aristoteles
13. Roger Bacon, Opus maius. Eine moralphilosophische Auswahl
14. Johannes von Salisbury, Policraticus
15. Averroes, Über den Intellekt
16. Wilhelm von Ockham, Über die Verknüpfung der Tugenden
17. Hillel von Verona, Über die Vollendung der Seele
18. Thomas von Aquin, Kommentar zur Hebdomaden-Schrift des Boethius
19. Moses Maimonides, Wegweiser für die Verwirrten
20. Alain von Lille, Regeln der Theologie
21. Salomon ibn Gabirol, Lebensquelle I–II
Zweite Serie: 17 Bände
22. Gregor von Rimini, Moralisches Handeln und rechte Vernunft
23. Albert der Große, Über die fünfzehn Streitfragen
24. Johannes von la Rochelle, Summe über die Seele
25. Peter Abaelard, Theologia ‚Scholarium’
26. al-Kindī, Die Erste Philosophie
27. Johannes Duns Scotus, Freiheit, Tugenden und Naturgesetz
28. Heinrich von Gent, Zur Willens- und Freiheitlehre
29. Franciscus de Mayronis, Kommentar zum ersten Buch der Sentenzen
30. Wilhelm von Ockham, Probleme der Metaphysik
31. Raimundus Martini, Texte zur Gotteslehre I
32. Avicenna, Grundlagen der Metaphysik
33. Thomas von Aquin, Kommentar zur Nikomachischen Ethik, Buch V und VI
34. Thomas von Aquin, Kommentar zur Politik des Aristoteles – Buch 1
35. Albert der Große, Über die Prinzipien der fortschreitenden Bewegung
36. Wilhelm von Ockham, Die Amtsvollmacht von Papst und Klerus (2 Bände)
37. Ralph von Battle, Dialoge zur philosophischen Theologie
38. Francisco Suárez, Über das Willentliche und das Unwillentliche
Dritte Serie:  derzeit sind von den geplanten 26 Bänden 17 erhältlich
39. Thomas von Aquin, Expositio super Librum de causis. Kommentar zum Buch von den Ursachen
40. Albert der Große, De imagine. Das Bild Gottes im Menschen
41. Radulfus Ardens, Wie entstehen Tugenden und Laster?
42. Gilbert von Poitiers, Kommentar zum Traktat des Boethius. Über die Trinität
43. Boethius von Dacien, Sprache, Wahrheit und Logik
44. Albert der Große, Über das Gewissen und den praktischen Intellekt
45. Heinrich von Gent, Gottes Wesen und Weisheit
46. Petrus Damiani, De divina omnipotentia. Über die göttliche Allmacht
47. Johannes Buridan, Über Freiheit und Glück
48. Albert der Große, Über die Weissagung
49. Wilhelm von Ockham, Das Recht von Kaiser und Reich I und II (2 Bände)
50. Thomas von Aquin, Kommentar zur Metaphysik des Aristoteles
51. Thomas von Aquin, Vom Gewissen
52. Bonaventura, Über das Wissen Christi
53. Raimundus Martini, Texte zur Gotteslehre II
54. Philipp der Kanzler, Seele, Freiheit und Gewissen
56. Peter Abaelard, Kommentar zu Aristoteles’ Schrift Peri hermeneias
- John Mair, Die Prologe zum Sentenzenwerk
- Ibn Bagga, Die Lebensführung des Einsamen
- Heinrich von Gent, Erkenntnis- und Wissenschaftstheorie
- Wilhelm von Auvergne, Vom Glauben und von den Gesetzen
- al-Ghazālī, Eine Textauswahl aus der Schrift Tahafut al-falasifa
- Barḥaḏbәšabbā von Halwan, Die Ursache der Gründung der Schulen nebst weiteren philosophischen Texten aus der ostsyrischen Tradition
- Johannes Duns Scotus, Untersuchungen zur Metaphysik des Aristoteles
- Avicenna, Über das Erste Prinzip. Eine Auswahl aus den Büchern VI–X der Metaphysik
- Thomas von Aquin, Kommentar zur Nikomachischen Ethik, Buch V und VI